# Raphidophyceae
Raphidophyceae је група аутотрофних хетероконтних протиста са морским и слатководним врстама. Сви представници класе су једноћелијски организми без ћелијског зида, очне мрље и контакта спољашње мембране хлоропластног ендоплазматичног ретикулума са једровим овојем. Поједине врсте имају велики значај у екологији морских екосистема, нарочито приликом пренамножавања (цветање мора).